# مسافة دائرة عظمى

يوضح الرسم مسافة الدائرة العظمى (مرسوم باللون الأحمر) بين نقطتين على كرة ، P و Q. تظهر أيضًا نقطتان متقابلتان u و v.

مسافة الدائرة العظمى أو المسافة الكروية هي المسافة على طول دائرة عظمى.
إنها أقصر مسافة بين نقطتين على سطح الكرة، وتُقاس على طول سطح الكرة. المسافة بين نقطتين في الفضاء الإقليدي هي طول الخط المستقيم بينهما، ولكن على الكرة لا توجد خطوط مستقيمة. في الفضاءات ذات الانحناءات، تستبدل الخطوط الجيوديسية بالخطوط المستقيمة. الخطوط الجيوديسية على الكرة هي دوائر على الكرة تتطابق مراكزها مع مركز الكرة، وتسمى «الدوائر العظمى». يعد تحديد مسافة الدائرة العظمى جزءًا من المشكلة الأكثر عمومية للملاحة في الدائرة العظمى.
من خلال أي نقطتين على الكرة ليستا نقطتين متقابلتين، توجد دائرة كبيرة وحيدة. النقطتان تفصلان الدائرة العظمى إلى قوسين. طول القوس الأقصر هو مسافة الدائرة العظمى بين النقطتين. تسمى الدائرة العظمى الممنوحة بمثل هذه المسافة الدائرة الريمانية في الهندسة الريمانية.
بين النقاط المتقابلة، هناك عدد لا نهائي من الدوائر العظمى، وكل أقواس الدائرة العظمى بين النقاط المتناقضة لها نصف محيط الدائرة، أو {\displaystyle \pi r}، حيث r هو نصف قطر الكرة.
الأرض كروية تقريبًا، لذا فإن معادلات مسافة الدائرة العظمى تعطي المسافة بين النقاط على سطح الأرض بشكل صحيح في حدود 0.5٪ تقريبًا.
الرأس هو نقطة ذات أعلى عرض على دائرة عظمى.

## الصيغ الرياضية

رسم توضيحي للزاوية المركزية Δσ بين النقطتين P و Q. تشيرا λ و φ إلى زاويتا السمت والارتفاع لـ P على الترتيب.

لتكن {\displaystyle \lambda _{1},\phi _{1}} و {\displaystyle \lambda _{2},\phi _{2}} خطي الطول العرض الجغرافيين للنقطتين 1 و 2، و {\displaystyle \Delta \lambda ,\Delta \phi } فروقهم المطلقة؛ عندئد تكون {\displaystyle \Delta \sigma }، الزاوية المركزية المحصورة بينهما، مُعطاة بقانون جيب التمام الكروي إذا استخدم أحد القطبين كنقطة ثالثة مساعدة على الكرة:
{\displaystyle \Delta \sigma =\arccos {\bigl (}\sin \phi _{1}\sin \phi _{2}+\cos \phi _{1}\cos \phi _{2}\cos(\Delta \lambda ){\bigr )}.}
يتم التعبير عن المشكلة عادةً بدلالة إيجاد الزاوية المركزية {\displaystyle \Delta \sigma } . بالنظر إلى هذه الزاوية بالتقدير الدائري، يمكن حساب طول القوس الفعلي d على كرة نصف قطرها r ببساطة:
{\displaystyle d=r\,\Delta \sigma .}

### الصيغ الحوسبية
في أنظمة الحواسيب ذات الدقة المنخفضة للفاصلة العائمة، يمكن أن يحتوي صيغة قانون جيب التمام الكروي على أخطاء تقريبية كبيرة إذا كانت المسافة صغيرة (إذا كانت النقطتان تفصل بينهما كيلومتر واحد على سطح الأرض، فإن جيب التمام للزاوية المركزية يقترب من 0.99999999). بالنسبة لأعداد الفاصلة العائمة 64 بت الحديثة، فإن صيغة قانون جيب التمام الكروي، الموضح أعلاه، لا يحتوي على أخطاء تقريب حرجة للمسافات التي تزيد عن بضعة أمتار على سطح الأرض. صيغة نصف السهم هي الأفضل للمسافات الصغيرة:
{\displaystyle {\begin{aligned}\Delta \sigma &=\operatorname {archav} \left(\operatorname {hav} \left(\Delta \phi \right)+\left(1-\operatorname {hav} (\Delta \phi )-\operatorname {hav} (\phi _{1}+\phi _{2})\right)\cdot \operatorname {hav} \left(\Delta \lambda \right)\right)\\&=2\arcsin {\sqrt {\sin ^{2}\left({\frac {\Delta \phi }{2}}\right)+\left(1-\sin ^{2}\left({\frac {\Delta \phi }{2}}\right)-\sin ^{2}\left({\frac {\phi _{1}+\phi _{2}}{2}}\right)\right)\cdot \sin ^{2}\left({\frac {\Delta \lambda }{2}}\right)}}.\end{aligned}}}
تاريخيا، تم تبسيط استخدام هذه الصيغة من خلال توفر الجداول لدالة نصف السهم:{\displaystyle \operatorname {hav} (\theta )=\sin ^{2}\left({\frac {\theta }{2}}\right)}
على الرغم من أن هذه الصيغة دقيقة لمعظم المسافات على الكرة، إلا أنها تعاني أيضًا من أخطاء التقريب للحالة الخاصة (وغير العادية إلى حد ما) للنقاط المتقابلة. الصيغة الدقيقة لجميع المسافات هي الحالة الخاصة التالية صيغة فينسنتي [الإنجليزية] للسطح الناقصي متساوية المحاور الرئيسية والثانوية:
{\displaystyle \Delta \sigma =\arctan {\frac {\sqrt {\left(\cos \phi _{2}\sin(\Delta \lambda )\right)^{2}+\left(\cos \phi _{1}\sin \phi _{2}-\sin \phi _{1}\cos \phi _{2}\cos(\Delta \lambda )\right)^{2}}}{\sin \phi _{1}\sin \phi _{2}+\cos \phi _{1}\cos \phi _{2}\cos(\Delta \lambda )}}.}
هنا الربع ل {\displaystyle \Delta \sigma } يجب أن تتحكمها إشارات البسط والمقام للطرف الأيمن، على سبيل المثال، باستخدام دالة قوس الظل ثنائي العمدة.